# Елина Дуни
Елина Дуни (март 1981) је албанска џез певачица и композиторка. Напустила је Албанију када је имала 10 година и наставила даље образовање у Швајцарској. Студирала је на Универзитету у Берну.